# Calouan
Corinne Lesimple-Royer, dite Calouan, née le 6 avril 1967 à Lille, est une écrivaine et romancière française.

## Biographie
Formée au métier d'ingénieur en environnement, Corinne Lesimple-Royer devient enseignante et formatrice, puis découvre la pédagogie Montessori. Elle devient correctrice professionnelle en 2002 et publie son premier album jeunesse en 2005.

## Œuvres

### Roman
- Le doudou de Camille (Illustrations : Mimi des Bois ; Éd. Le lutin malin)  (ISBN 2-915546-04-5)
- Les comptines de A à Z (ABCDaire), (Illustrations : Christophe Boncens ; Éd. Tamino/First)  (ISBN 2-87691-928-1)
- Laurie Bleue, sorcière, histoire + livret d'activités pédagogiques pour cycle 3 (Illustrations : Carole Delore ; Éd. Le lutin malin)  (ISBN 2-915546-06-1)
- La semaine de Lilou (Illustrations : Chloé Dreno ; Éd. La Cagouille)  (ISBN 2-915452-03-2)
- Ilma n'est pas malade (Illustrations : Ninie ; Éditions Zoom en 4 versions : français/anglais  (ISBN 978-2-919934-37-9), français/allemand  (ISBN 978-2-919934-39-3), français/espagnol  (ISBN 978-2-919934-38-6), français/italien  (ISBN 978-2-919934-52-2), français/néerlandais  (ISBN 978-2-919934-40-9)
- Touloupé la petite sorcière catastrophe (Illustrations : Cynthia ; Éd. Le lutin malin)  (ISBN 2-915546-14-2)
- Mon ABC en relief (Illustrations : Christophe Boncens ; Éd. Lipokili)  (ISBN 2-8742-2120-1)
- Sortilèges à la bibliothèque (Illustrations : Eric Stoffel ; Éd. Le lutin malin – collection Sueurs froides junior)  (ISBN 2-915546-32-0)
- Kikiloviou, petit loup (Illustrations : Mimi des Bois ; Éd. Le lutin malin)  (ISBN 978-2-915546-36-1)
- Roquènerolle, petit cochon (Illustrations : Mimi des Bois ; Éd. Le lutin malin)  (ISBN 978-2-915546-60-6)
- Ce héros n'est pas mon père (Éd. Les 400 coups : collection "Connexion")  (ISBN 978-2-89540-365-4)
- Le secret des curieux (Illustrations : Véronique Abt ; Éd. Le pas de l’échelle)  (ISBN 9782952502986)
- Voyage avec Biba la magicienne (Illustrations : Mayalen Goust ; Magie à l'hôpital), tome 2  (ISBN 978-2-9533033-0-8)
- Dadicoul, petit mouton (Illustrations : Mimi des Bois ; Éd. Le lutin malin)  (ISBN 978-2-915546-61-3)
- Touloupé et le secret des fleurs géantes (Illustrations : Cynthia ; Éd. Le lutin malin)  (ISBN 978-2-915546-66-8)
- Pipite a disparu (Illustrations : Clémence Ihizçaga ; Éditions Zoom) en 4 versions : français/anglais  (ISBN 978-2919934-67-6), français/allemand  (ISBN 978-2919934-70-6), français/espagnol  (ISBN 978-2919934-69-0), français/italien  (ISBN 978-2919934-68-3)
- La récréation d’Aglaé (Illustrations : Angela Nurpetlain ; Samir Éditeur)  (ISBN 978-9953-31-328-3)
- Toile d’araignée (Éd. Kirographaires)  (ISBN 978-2-917680-16-2)
- Les petits jeux d’Attila (collection Les petites nouvelles ; Éditions Zoom)
- Le grand cirque (Illustrations : Estelle Madeddu ; Éd. Hemma)
- Les petits carnets d’Hugo (illus. Elen Lescoat) – éd. Grenouille (2015=
  - Aujourd’hui, Hugo est pompier  (ISBN 978-2-36653-181-7)
  - Aujourd’hui Hugo est chef de chantier  (ISBN 978-2-36653-182-4)
  - Aujourd’hui, Hugo est vétérinaire  (ISBN 978-2-36653-183-1)
  - Aujourd’hui, Hugo est jardinier  (ISBN 978-2-36653-180-0)
- Papinou a disparu (illus. Delphine Berger-Cornuel) – éd. Pixygraph (avril 2015)  (ISBN 979-10-92766-07-3)
- Le courage en héritage – éd. Oskar (juin 2015)  (ISBN 979-10-214-0352-9)
- L’intrépide Augustine : La collec’ (illus. Mathieu Maillefer) – éd. La Pimpante (sept. 2015)  (ISBN 978-2-37205-019-7)
- L'Œil D'Eunice  (Illustrations: Carole Thimothée ; Éd. La Pimpante)
- Les petits carnets d’Hugo (illus. Elen Lescoat) – éd. Grenouille (avril. 2016)
  - Aujourd’hui, Hugo est docteur  (ISBN 978-2-36653-2524)
  - Aujourd’hui Hugo est footballeur  (ISBN 978-2-36653-2494)
  - Aujourd’hui, Hugo est pilote de course  (ISBN 978-2-36653-2500)
  - Aujourd’hui, Hugo est policier à moto  (ISBN 978-2-36653-2517)
- Toi, ma maman à l’infini (illus. Jérémy Parigi) – éd. La Pimpante (mai 2016)  (ISBN 978-2-37205-019-7)
- Ozone – éd. Carlo Zaglia jeunesse (sept. 2016)  (ISBN 979-1-0918-1132-3)

### Recueil
- Les petites comptines de Tamino (Illustrations : Christophe Boncens ; Éd. Tamino/First)
  - Venez, venez vous amusez, papillon, fourmi et araignée  (ISBN 2-87691-937-0)
  - Quand la sonnerie retentit, maître ananas rassemble les fruits  (ISBN 2-87691-938-9)
  - Tulipe, rose ou lilas, vous voilà bien raplapla  (ISBN 2-87691-936-2)
  - Notre maison sent si bon, les gâteaux et les bonbons  (ISBN 2-87691-935-4)
- Découvre le monde de Bong et Bong (réadaptation ; Éd. Tamino/First) 
  - Les formes
  - Comment construire une maison solide ?
- Sur les pas du Père-Noël : Recueil de contes de Noël, recettes, bricolages : Alban, l’âne blanc (Illustrations : Liliane Crismer ; Éd. Hemma)  (ISBN 978-2508014123)
- 18 histoires de fées et de princesses (Éd. Hemma)  (ISBN 978-2800693040 et 978-2508000010) :
  - Le caprice de Shérazade
  - Eglantine et Azur
  - Les cadeaux de Misato
  - Silence, princesse Zélie
  - Au pays des Merlinguettes (Illustrations : Cathy Delanssay)
  - Les trois petites fées
  - La fête des fées (Illustrations : Oreli)
  - L’amour de Violine
- 52 histoires d’animaux, une histoire par semaine (Éd. Hemma)  (ISBN 978-2800696317) :
  - L’anniversaire d’Hector
  - Petite Charlotte, reine des quenottes
  - Les petits soucis de Marie Souris
  - Marmottine ne siffle plus
  - Soizic, danseuse étoile
  - Théo l’agneau, quel héros !
  - Les amis de Nao l’ours
  - Tristan l’éléphant
  - Gris-souris le chat
  - Martha tête en l’air
  - Que tu es jolie, Suzie ! 
  - Qui a pris le grain de Mimi poulette ?
- Les fées (Illustrations : Liliane Crismer ; Éd. Hemma)  (ISBN 978-2508009556) :
  - Le roi, le petit prince et la fée des bois
  - Le vœu de grand méchant loup
  - La fée des animaux
  - Des bisous
  - Nymphée
  - La fée de l'arc en ciel
  - Morphée
  - Parfum de filles
  - Au palais de soie
- Contes arc-en-Ciel (Illustrations : Isabelle Borne, Jessica Secheret, Isha, etc. ; Éd. Hemma)  (ISBN 978-2800698762)
- 17 contes de Noël (Illustrations : François Ruyer ; Éd. Hemma)  (ISBN 978-2508014116) :
  - La lettre au Père Noël
- Histoires de fées et princesses (Éd. Hemma)  (ISBN 978-2508004469) :
  - Le jouet préféré
  - Les souliers d’Aline
- Petites histoires de chatons et de chats (Éd. Hemma)  (ISBN 978-2508004452) :
  - La visite de doudou
  - Le déjeuner de Minouchou
  - Quand Adam sera grand
  - Siméon dans l’eau
  - Nino c’est mon chat
  - Le grand cirque
- Mes plus belles histoires de lutins (Éd. Hemma)  (ISBN 978-2508009525) :
  - L’œuf de Madeline
- Histoires du soir, même pas peur du noir (Éd. Hemma)  (ISBN 978-2508009518) :
  - Bonne nuit
  - Un gros orage
  - Peur du noir
  - Chut !
- 21 histoires de pirates (Illustrations : Gynux ; Éd. Hemma)  (ISBN 978-2508003059) :
  - Concours de pirates
  - Titouan, redoutable pirate
  - Crâne de pirates
  - Une fleur pour Cœurdepierre
  - Pierre le corsaire
  - Courage Trojentil
  - La fille du pirate
  - Du goût pour Maléfik
  - Où est passée Mimi Boulette ?
- 16 histoires de belles princesses (Éd. Hemma)
  - Les souliers crottés
  - Une épouse pour le dragon
  - Une si belle princesse
- Je m’amuse au japon (Éd. Limonde)
- Les princesses et moi – éd. Hemma (sept. 2016) : tomes 1, 2, 3  (ISBN 978-2-508-03400-8, 978-2-508-03399-5 et 978-2-508-03401-5)
- 365 histoires du soir - éd. Hemma (sept. 2016)
- Haut les filles ! (Éd. Quadrature)  (ISBN 978-2-930538-07-5)

### Livre musical
- Collection Pour t’écouter encore et encore… (Éd. Hemma) :
  - Devine combien tu me manques
  - Le vilain petit canard
  - Le petit Chaperon rouge

## Presse
- L'amie universelle[1] (Illustrations : Christophe Boncens ; Éd. Keit Vimp Bev)
- Antoine prend son bain[2] (Illustrations : Owen Poho ; Éd. Keit Vimp Bev)
- L'amie universelle[3] (Illustrations : Pascal Lemaître ; Éd. Averbode)
- Coquille d'escargots[4] (Illustrations : Hugo Van Look ; Éd. Averbode)
- Julie, Margot et les poubelles[5] (Illustrations : Cécile Eyen ; Éd. Keit Vimp Bev)
- Un père-Noël de rêve[6] (Illustrations : Calouan ; Éd. Keit Vimp Bev)
- La photo de classe[7] (Illustrations : Frédéric Thiry ; Éd. Averbode)
- Joséphine est amoureuse[8] (Illustrations : Jean-Christophe Thibert ; Milan Presse)
- Caty veut danser[9] (Illustrations : Cécile Eyen ; Éd. Keit Vimp Bev)
- Une rentrée surprise[10] (Illustrations : Marie-Laure Viney ; Éd. Averbode)
- Les jours en couleurs[11] (Illustrations : Calouan ; Éd. Keit Vimp Bev)
- La danse de Marco[12] (Illustrations : Eric Fleury ; Éd. Keit Vimp Bev)
- Les vacances de Lola[13] (Illustrations : Caroline Palayer ; Turbulences presse)
- Noël du Nord au Sud[14] (Illustrations : Sophie Gallo-Geider ; Éd. Keit Vimp Bev)
- Le roi Edgar[15] (Illustrations : Elodie Coudray ; Turbulences presse)
- Jade, princesse de carnaval[16] (Illustrations : Claire Laffargue ; Disney Hachette Presse)
- A bride abattue[17] (Illustrations : Christian Maucler ; Éd. Averbode)
- Minicat[16] (Illustrations : Nancy Delvaux ; Disney Hachette Presse)
- La robe d’Annie[18] (Illustrations : Ursi ; Éd. Keit Vimp Bev)
- Aldo dans l’eau[19] (Illustrations : Fabrice Mosca ; Éd. Keit Vimp Bev)
- Léo, mon héros ! [20] (Illustrations : Jean-Pierre Lopez ; Disney Hachette Presse)
- Temps d'automne[21] (Illustrations : Sophie Verhille ; Éd. Keit Vimp Bev)
- Le gourmand de bonbons[22] (Illustrations : Véronique Abt ; Éd. Keit Vimp Bev)
- Debout[23] (comptine), (Illustrations : Emilie Vanvolsemn ; Disney Hachette Presse)
- Les mots magiques du sage Youkiko[24] (Illustrations : Camille Dubois ; Disney Hachette Presse)
- Ronan, l'ours blanc[25] (Illustrations : Patrice Chénot ; Éd. Averbode)
- La fête du printemps[26] (Fleurus presse)

### Comptine
- Bonne nuit[27] (Disney Hachette Presse)
- Petite coquette[24] (Disney Hachette Presse)
- Voilà l'hiver[28] (Disney Hachette Presse)

### Poésie à dessins
- Au cirque[29] (Disney Hachette Presse)
- Il neige [30] (Disney Hachette Presse)
- Louis est amoureux [31] (Disney Hachette Presse)
- Bonne fête maman[32] (Disney Hachette Presse)
- Au bord de la mare[33] (Disney Hachette Presse)
- Au bord de l’eau[34] (Disney Hachette Presse)
- Vive la piscine ![34] (Disney Hachette Presse)
- A la ferme[35] (Disney Hachette Presse)
- C’est l’automne[36] (Disney Hachette Presse)
- Chapeau pointu[36] (Disney Hachette Presse)
- Mon bonhomme de neige[37] (Disney Hachette Presse)
- Le magicien [38] (Disney Hachette Presse)
- La dent de Lisa[39] (Disney Hachette Presse)
- Tout propre[39] (Disney Hachette Presse)
- C’est le printemps[40] (Disney Hachette Presse)
- Pour toi, maman[41] (Disney Hachette Presse)
- La pêche aux crabes[42] (Disney Hachette Presse)
- Dans ma valise[43] (Disney Hachette Presse)
- Bon appétit[43] (Disney Hachette Presse)
- Au zoo[44] (Disney Hachette Presse)
- Bonne nuit[45] (Disney Hachette Presse)
- Qui a froid l’hiver ?[46] (Disney Hachette Presse)
- Jeux en couleurs[46] (Disney Hachette Presse)
- Bébés animaux[46] (Disney Hachette Presse)
- Marionnettes[46] (Disney Hachette Presse)
- Plouf [47] (Disney Hachette Presse)
- Marché d’été[48] (Disney Hachette Presse)
- C’est l’été[48] (Disney Hachette Presse)

### Poésie
- La Danse des flocons[49] (Disney Hachette Presse)